# Stuibensee
Le Stuibensee est un lac dans le massif de Wetterstein, situé dans la commune de Bavière de Garmisch-Partenkirchen.

## Géographie
Le Stuibensee est un lac de cirque glaciaire à la limite des arbres. Le lac se situe à la sortie du Grieskar sous le Hoher Gaif et entre l'Alpspitze à l'ouest et le Stuibenkopf à l'est. Il n'a pas d'entrées et de sorties hors sol.
Les environs du lac, sur le côté nord duquel un sentier de randonnée mène au Bernadeinkopf et à l'Alpspitze, sont constitués de calcaire du Wetterstein et sont karstifiés. Près du lac, il y a des parois morainiques d'un ancien glacier local (Grieskargletscher) du début de l'Holocène.